# Guilty (singolo Barbra Streisand)
Guilty è un duetto di Barbra Streisand e Barry Gibb, cantante dei Bee Gees. Questo brano fu però scritto da tutti e tre i Bee Gees: Barry, Maurice e Robin Gibb.
Uscito come singolo dell'omonimo album di Barbra Streisand del 1980, questo brano è arrivato fino alla 3ª posizione nella US Billboard Hot 100 e alla 5ª nella adult contemporary chart. Inoltre fu certificato il disco d'oro dalla RIAA.
In Norvegia si piazzò al quarto posto e nel Regno Unito al 34º posto nella Official Singles Chart.
Nel 1981 ha vinto un Grammy Award nella categoria "miglior performance pop di un gruppo o duo".
La canzone è inserita nella compilation dei Bee Gees Their Greatest Hits: The Record del 2001.

## Tracce
1. Guilty - 4:24
2. Life Story - Barbra Streisand - 4:34
3. Make It Like A Memory - Barbra Streisand - 7:19